# TecDAX
Il TecDAX è un indice di borsa tedesco con le 30 società più grandi del settore tecnologico.